# 孫扎區

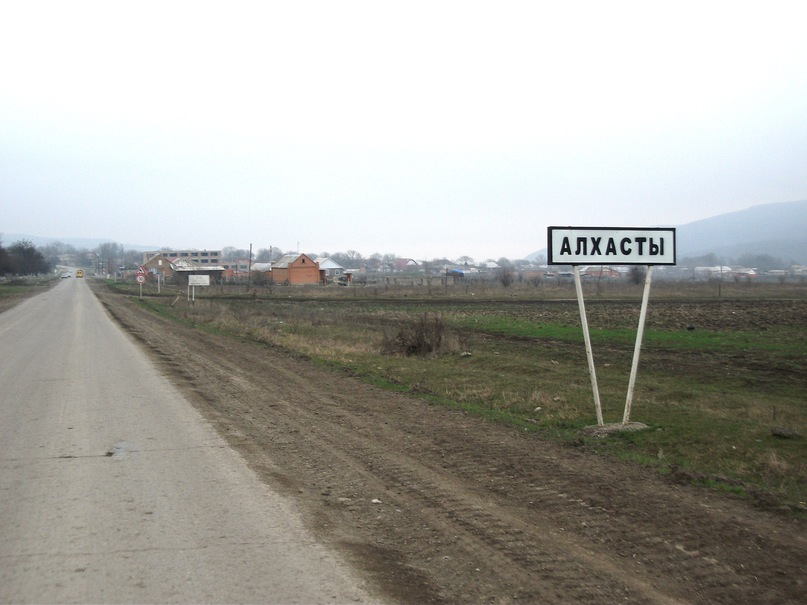

43°19′N 45°04′E / 43.317°N 45.067°E
孫扎區（俄语：Сунженский район），是俄羅斯的一個區，位於該國西南部，由印古什共和國負責管轄，面積1,513平方公里，2010年人口116,470，人口密度每平方公里76.98人。行政中心为孙扎。